# Paul Burgess (musicus)
Paul Burgess (Manchester, 28 september 1950) is een Britse slagwerker die onlosmakelijk is verbonden met de muziekgroep 10cc.

## Levensloop
Burgess begon in zijn vijftiende levensjaar te drummen en werd professioneel slagwerker op zijn eenentwintigste. De eerste bandjes van hem kwamen uit de omgeving van zijn geboorteplaats, maar in 1973 zit Burgess ineens achter de drumkit van 10cc. Met het complexer worden van de muziek van 10cc was behoefte aan een extra slagwerker. Zo speelde hij mee op het in 1975 opgenomen 10cc Live: King Biscuit Flower Hour. Als in 1976 de breuk binnen 10cc een feit is, wordt Burgess de vaste drummer van de band. Zijn eerste studioalbum werd Deceptive Bends. Vreemd genoeg ging hij niet mee op tournee; hij werd vervangen door Stuart Tosh.
Burgess schoof door naar The Invisible Girls, de begeleidingsband van punkdichter John Cooper Clark. In [1980 zat hij alweer achter de drumkit van 10cc; hij speelde mee op albums Look Hear? en Ten Out of 10, maar ook bij de twee soloalbums van Eric Stewart Girls (1980) en Frooty Rooties (1982). In 1981 had hij een eenmalige uitstap naar de band Magna Carta voor hun toentertijd laatste album Midnight Blue
Na deze weer korte periode met 10cc verhuisde Burgess naar Jethro Tull, alwaar hij Gerry Conway verving. Tot een plaatopname kwam het niet, na een wereldtournee werd hij vervangen door Doane Perry. Maar 10cc riep weer voor een tournee in 1983, daarna viel 10cc weer uit elkaar.
Hij werd daarop gevraagd de slagwerkpositie van Stuart Tosh over te nemen in Camel en speelde mee op de albums Stationary Traveller en Pressure Points; hij kwam daardoor ook in contact met Ton Scherpenzeel. In 1985 viel ook Camel tijdelijk uit elkaar.
Vervolgens speelt Burgess als studiomusicus mee op allerlei albums. In 1985 speelde hij mee op het debuutalbum van The Colourfield, Virgins & Philistines. Vervolgens ging hij op tournee met Joan Armatrading (1986) en waarna weer terug naar Magna Carta, dat heropgericht was. Daarnaast speelde hij mee met onder anderen Alvin Stardust en Gloria Gaynor. In 1990 nam hij Permament Damage op met The Icicle Works, maar ook hier viel de band na de opnamen uit elkaar.
En daar kwam het heropgerichte Camel weer met de vraag of hij mee wilde werken aan het album Dust and Dreams, gevolgd door het livealbum Never Let Go. Het is dan 1993. Vervolgens kwam hij te spelen in de band van Chris Farlowe. 
In 2000 waren er een aantal concerten van wederom 10cc en Burgess speelde weer mee, en daarna speelde hij mee in de band van Graham Gouldman, basgitarist van 10cc, als die op tournee gaat, waarbij zowel zijn eigen liedjes als die van 10cc worden gespeeld.
Hij bleef spelen met Farlowe, Gouldman en 10cc, maar deed in aanvulling daarop ook werk voor The Soul Company en Then Came The Wheel. Er volgden nog meer obscure bandjes als The Removal Man en Katy Lied met het album Late Arrival (2008).
Midden 2009 wordt bekend dat hij in de studio zit met The Tangent voor de opnamen van hun 2009-album.
Graham Gouldman · Eric Stewart · Kevin Godley · Lol Creme

Paul Burgess · Rick Fenn · Stuart Tosh · Duncan Mackay · Tony O'Malley
- Gemeinsame Normdatei: 134340469
- International Standard Name Identifier: 0000 0004 9731 5526
- MusicBrainz: 78da9bf1-8429-4003-89a2-5c5efa63da7b
- Virtual International Authority File: 79583962
- WorldCat: E39PBJtGWyqdQXpp6WWYYtY3wC